# Българска кирилица
Българска кирилица в типографията е обновена графична форма на кирилицата, инициирана от български типографи в края на 50-те години на 20-и век. Някои автори я определят като „последната фаза в развитието на кирилицата“, „мост между латинската и руската писменост“, а други, като Владислав Паскалев, я характеризират като „развита" или „зряла" форма на кирилицата. Според украинския художник типограф Виктор Харик българската кирилица е по-логична, но същевременно и по-отдалечена от международната кирилица.
Основна роля за създаването и утвърждаването на новата графична форма на кирилицата има Васил Йончев, дългогодишен преподавател по шрифт в Националната художествена академия в София, както и следовниците му Тодор Варджиев, Стефан Груев, Кирил Гогов, Илия Груев и други.

## Особености
Графичната форма на българската кирилица се характеризира с това, че повечето от редовните знаци са с форми, различни от главните (като например В и в, Г и г, Д и д, но са базирани върху ръкописното изписване на буквите, които имат така наречените горни дължини (ascenders – англ.) и долни дължини (descenders – англ.). По този начин до голяма степен се заличава разликата между редовните букви в техния печатен или електронен вид и ръкописното им изписване.
Графичната форма на българската кирилица не е изолиран случай на различие в рамките на международната кирилица. Специфика в прилагането на кирилицата се наблюдава още в сръбската и македонската писменост, където редовната малка буква б като тип конструкция се отличава от международно приетата форма за кирилското б; съществено различен е и подходът за изписване на печатната и електронната форма на курсивните б, г, д, п, т в сръбската и македонската писмена традиция спрямо съответните им форми в международната кирилица.

## Кодифициране на обновената графична форма на българската кирилица
Обновената графична форма на българската кирилица е официално узаконена като книжовна норма на съвременния български език в началото на месец май 2024 г. Кодификацията е осъществена чрез Официалния правописен речник на българския език – онлайн изданието „Берон“ на Секцията за съвременен български език на Института за български език към БАН. Институтът за български език към БАН е институцията в България, която е упълномощен да проучва и да кодифицира нормите на българския книжовен език. Графичната форма на книжовния език в нейните две разновидности – печатна и ръкописна – се кодифицира в раздела „Българска графична система. Българска азбука“ на Официалния правописен речник на българския език.

## Популяризиране на българската кирилица
Българската кирилица намира все по-широко приложение в печатни и електронни издания. Сайтът на Българската телеграфна агенция използва създадения специално за агенцията шрифт ЛИК с българска форма на кирилица (автори на шрифта са Светлин Балездров, Николай Петрусенко и Жаклина Жекова), българска форма на кирилица използва електронният всекидневник „Дневник“ (автор на шрифта е Лукас де Гроот), а също и електронното издание на списанието „Жената днес“. Признание за естетическите достойнства на съвременната форма на българската кирилица е и фактът, че шрифтове с тази форма създават вече не само български, но и световноизвестни чуждестранни типографи като Марк Симонсън, Лукас де Гроот, Питър Билак, Иля Рудерман.
За развитие и популяризиране на българската кирилица през 2014 г. е обявена гражданска инициатива „За българска кирилица“, а през 2016 г. е организиран конкурс за безплатен наборен шрифт с българска кирилица. През 2021 г. организаторите на конкурса „Сайт на годината“ включват като препоръка към участниците използването на българска форма на кирилица в конкурсните сайтове.
През март 2022 г. Министерство на електронното управление публикува за обществено обсъждане проект на актуализирани Правила за институционална идентичност на интернет сайтовете и портали на държавната администрация, като в т. 2.3.4. на Правилата изрично се посочва, че „В интернет страниците се ползват само шрифтове, които включват знаците от българската форма на кирилицата“.
Международната търсачка Google добави в своя фирмен шрифт Google Sans българска форма на кирилица. Фирменият шрифт YouTube Sans на YouTube включва също българска форма на кирилица. Много от съвременните дигитални устройства като мобилни телефони или телевизори при възпроизвеждане на текстове на български език използват българска форма на кирилица.